# Aeropuerto Internacional Capitán FAP Víctor Montes Arias
El Aeropuerto Internacional Capitán FAP Víctor Montes Arias (IATA: TYL, OACI: SPYL) sirve a la ciudad peruana de Talara. Está operado por Aeropuertos del Perú, empresa privada que logró la concesión de dicho aeropuerto en 2006. Actualmente recibe frecuentemente vuelos internacionales chárter.
Este terminal del departamento de Piura es el único aeropuerto internacional de la región Grau del Perú, comprendiendo los departamentos de Piura y Tumbes, además que brinda un mejor acceso a la localidad turística de Máncora, siendo una alternativa al aeropuerto de Tumbes desde donde también se accede a Máncora y balnearios aledaños.
Actualmente es uno de los aeropuertos recientemente concesionados por GBH Swissport a través de "Aeropuertos del Perú", por lo que próximamente recibirá mejoras por parte de la empresa.

## Segunda Guerra Mundial
Durante la Segunda Guerra Mundial, el aeropuerto fue utilizado por el Comando Sur de la Fuerza Aérea de los Estados Unidos para defender la costa sudamericana contra los submarinos Axis Powers. Las primeras fuerzas estadounidenses llegaron el 8 de marzo de 1942 y durante agosto del mismo año se inició la construcción de cuarteles y otras instalaciones. El estación complementaria fue el Grupo de Servicio 336 que proporcionó los recursos de apoyo necesarios para el personal asignado.
Las unidades de vuelo estadounidenses asignadas al aeropuerto fueron:
- 397° Escuadrón de Bombardeo (6° Grupo de Bombardeo) 18 de agosto de 1942 - 4 de mayo de 1943 (LB-30 (B-24A) Libertador) (Northrup Nómada A-17A)
- 51° Escuadrón de Cazas (32° Grupo de Cazas) diciembre de 1942-9 de marzo de 1943 (P-40 Warhawk)
- 3° Escuadrón de Bombardeo (6º Grupo de Bombardeo) 1 de abril al 23 de mayo de 1943 (LB-30 (B-24A) Liberator)
- 91° Escuadrón de Reconocimiento (1° Grupo Fotográfico) 1943-1944 (B-25/F-10 Mitchell)

En julio de 1944, el último avión partió del aeropuerto y la mayoría de los estadounidenses partieron. Unos pocos permanecieron a cargo de una estación de comunicaciones operada por el 153° Escuadrón de Comunicaciones del Servicio de Comunicaciones del Ejército. La instalación de comunicaciones permaneció abierta hasta el 31 de enero de 1947, capacitando en gran medida al personal militar peruano en comunicaciones.

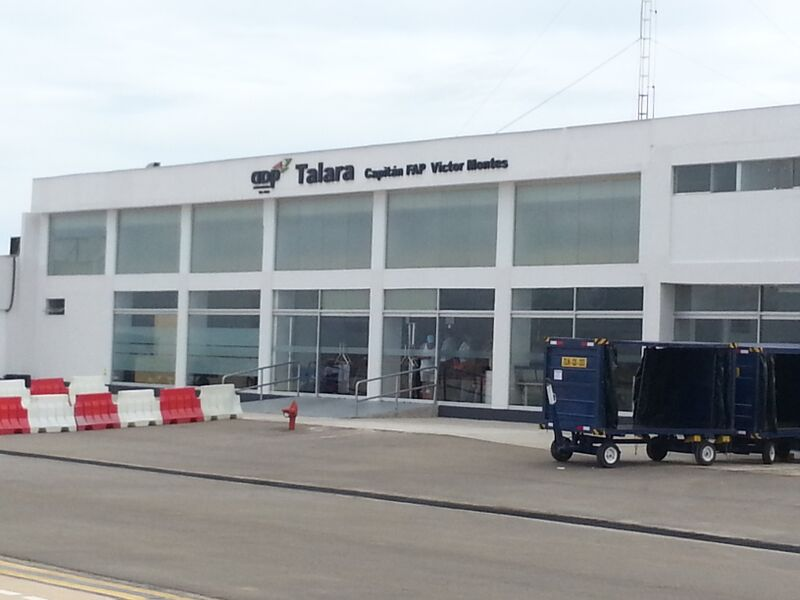
Vista de la sala de abordaje desde la pista.

## Remodelación 2014
El aeropuerto ha sido sujeto a un plan de inversiones desde que fue concesionado a Aeropuertos del Perú, se trata de un presupuesto de 112 millones de dólares que el concesionario destinó a las instalaciones de Talara, Chiclayo y Piura. Como resultado de estas mejoras a nivel del terminal y el mantenimiento de la pista de aterrizaje, la aerolínea LATAM Perú anunció el inicio de la ruta diaria Lima-Talara desde el 31 de octubre de 2014, siendo su destino número 16 en el Perú. Las obras de la remodelación del aeropuerto fueron inauguradas oficialmente el 24 de octubre de 2014.

## Ubicación
El aeropuerto se ubica a la altura del kilómetro 1164 de la carretera Panamericana Norte y a 2 kilómetros (1,2 mi) del centro de Talara y a 56 kilómetros (34,8 mi) del balneario de Máncora.

## Transporte
Autobuses, shuttles y taxis comunican al aeropuerto con toda el área urbana. 

## Servicios
- Servicio de alquiler de autos de las compañías más reconocidas.
- Mostradores de información y de reserva de hoteles, entre otros servicios.
- Para pasajeros que requieran atención especial, se recomienda coordinar previamente con su compañía aérea o de viajes.
- La playa de estacionamiento del aeropuerto de Talara se sitúa frente a la terminal.
- El aeropuerto cuenta con un salón VIP que cuenta con diferentes inmuebles para el confort de los pasajeros.

## Aerolíneas y destinos

### Aerolíneas
| Aerolíneas           | Ciudades             | Aeronave                 |
| -------------------- | -------------------- | ------------------------ |
| LATAM Perú 1 destino | Nacionales: (1) Lima | Airbus A319, Airbus A320 |

### Destinos nacionales
| Ciudades por regiones         | Nombre del aeropuerto                 | Aerolíneas | Frecuencias por semana |
| ----------------------------- | ------------------------------------- | ---------- | ---------------------- |
| Lima (1 destino, 1 aerolínea) |                                       |            |                        |
| Lima                          | Aeropuerto Internacional Jorge Chávez | LATAM Perú | 21                     |

### Destinos internacionales
| Ciudades por países                   | Nombre del aeropuerto                           | Aerolíneas     | Aeronave   | Frecuencias semanales        |
| Suramérica                            | Suramérica                                      | Suramérica     | Suramérica | Suramérica                   |
| ------------------------------------- | ----------------------------------------------- | -------------- | ---------- | ---------------------------- |
| Ecuador                               |                                                 |                |            |                              |
| Guayaquil                             | Aeropuerto Internacional José Joaquín de Olmedo | Jet Smart Perú | A320       | 7 (Planes de inicio en 2026) |
| Total: 1 destino, 1 país, 1 aerolínea |                                                 |                |            |                              |

## Aerolíneas chárter
- Unistar (chárter)
  - Tumbes (Aeropuerto Capitán FAP Pedro Canga Rodríguez)
  - Piura (Aeropuerto Internacional Capitán FAP Guillermo Concha Iberico)
  - Chiclayo (Aeropuerto Internacional Capitán FAP José A. Quiñones)
  - Trujillo (Aeropuerto Internacional Capitán FAP Carlos Martínez de Pinillos)
  - Lima (Aeropuerto Internacional Jorge Chávez)